# Краткие краковские анналы
Кра́ткие кра́ковские анна́лы (лат. Annales Cracovienses breves, пол. Rocznik krotki krakowski) — составленная на латинском языке компиляция, сделанная в 1280-х годах на основе утерянного протографа «Анналов краковского капитула» и ряда других источников (Меховские анналы). Сохранились в рукописях, самые древние из которых относятся к XV веку Охватывают период с 965 по 1283 годов и описывают события истории Польши (особенно Малой Польши), но при этом содержат также ряд сведений по русской истории, отсутствующих в русском летописании (под 1135, 1182 гг.), а также по истории Чехии, Поморья и пр.

## Издания
1. Silesiacarum rerum Scriptores / Conf. F.W. de Sommersberg. Lipsiae, 1730. Т. II, s. 78-79, 82-83.
2. Historiarum Poloniae et Magni Ducatus Lithuaniae Scriptorum Collectio magno / Ed. L. Mitzler de Kolof. Varsoviae, 1769. Т. III, s. 163—165, 167—168.
3. Annales Cracovienses breves / Ed. W. Arndt, R. Roepell // MGH. SS. 1866. T. XIX, p. 663—666[2].
4. Annales Cracovienses breves / Ed. W. Arndt, R. Roepell // Scriptores rerum Germanicarum in usum scholarum ex MGH recudi fecit. 1866, p. 88-93[3].
5. Rocznik krotki krakowski // MPH, T. 2. Lwow, 1872, p. 792—815[4].
6. Rocznik Krotki / Ed. Z. Kozlowska-Budkowa // MPH. NS. 1978. Т. V, p. 231—244.

## Переводы на русский язык
1. Относящиеся к Руси фрагменты «Кратких краковских анналов» частичный перевод анналов Н. И. Щавелёвой на сайте Восточная литература
2. Краткие краковские анналы полный перевод анналов А. С. Досаевым на сайте Восточная литература